# 11828 Vargha
11828 Vargha eller 1984 DZ är en asteroid i huvudbältet som upptäcktes den 26 februari 1984 av den belgiske astronomen Henri Debehogne vid La Silla-observatoriet. Den är uppkallad efter Magda Vargha.